# Karel Husárek
 Karel Husárek  (ur. 31 stycznia 1893 w Čehovicach, zm. 26 lipca 1972 w Pradze) – czeski generał.

## Życiorys
Po egzaminie dojrzałości w szkole realnej w Prościejówie studiował inżynierię budowlaną na politechnice czeskiej w Brnie.
W czasach I wojny światowej oficer Korpusu Czechosłowackiego w Rosji, gdzie był np. członkiem sztabu armii syberyjskiej (1918-20).
W latach 1920–24 dowódca pułku minierskiego i po studiach na Wyższej Szkole Wojskowej w Paryżu (1924-27) posuwał się w górę po drabinie kariery – naczelnik sztabu Dowództwa Wojsk Lądowych w Bratysławie (1927-31), dowódca wojsk saperskich w Bratysławie (1931-32), pierwszy zastępca naczelnika, ew. podnaczelnika Sztabu Głównego Wojska Czechosłowackiego (1933-38). Od 1932 generał brygady i od 1935 r. generał dywizji. W 1938 r. dyrektor granicznych prac fortyfikacyjnych. Od 4 października do 1 grudnia 1938 r. minister prac publicznych w drugim rządzie gen. Syrovego. Także uczestnik rozmów w sprawie granic między Czechosłowacją i Niemcami po konferencji w Monachium.
W czasach okupacji niemieckiej najpierw dyrektor filii Škoda-Werke w Dubnici nad Váhom (1939-41) i potem pracował w praskiej centrali tej samej firmy.
Po wojnie oskarżony o kolaborację z Niemcami, ponieważ działał w niemieckim przemyśle wojennym, ale przed sądem ludowym został uwolniony od wszystkich zarzutów.
Po komunistycznym zamachu stanu w lutym 1948 r. prześladowany.
Od lat 50. tłumaczył z rosyjskiego dla Państwowego Wydawnictwa Literatury Technicznej.

## Odznaczenia
- Order Lwa Białego I klasy (2018, pośmiertnie)[1]
- Order Sokoła z mieczami
- Krzyż Wojenny 1914-1918 – trzykrotnie
- Czechosłowacki Medal Rewolucyjny
- Medal Zwycięstwa 1918
- Order Legii Honorowej IV klasy – Francja
- Krzyż Wojenny 1914-1918 – Francja
- Order Korony Jugosłowiańskiej II klasy – Jugosławia
- Order Gwiazdy Rumunii II klasy z mieczami – Rumunia
- Order Świętej Anny II klasy z mieczami – Imperium Rosyjskie